# Solfagnano
Solfagnano è una frazione del comune di Perugia (PG).
Geograficamente situato al limite nord del territorio di Perugia, a circa 227 m s.l.m., il fiume Tevere lo attraversa interamente. Il territorio è suddiviso in una parte pianeggiante, attorno all'alveo fluviale, ed in una parte semi-montagnosa (325 m s.l.m.), confinante con il monte Tezio (961 m). Conta 698 abitanti.
Solfagnano-Parlesca è la sede della XIII circoscrizione del comune di Perugia, che comprende anche le frazioni di Resina, Tavernacce, Sant'Orfeto, La Bruna e Rancolfo. Essa vanta circa 2 900 abitanti, distribuiti su una superficie di 56 km².

## Storia
Il nucleo centrale del paese si sviluppa a partire dal XIV secolo come villa, per poi diventare un vero e proprio castrum nel secolo successivo.

## Economia
La vicinanza con il territorio di Umbertide fa sì che le attività economiche siano in stretto collegamento con quelle del comune vicino.

## Monumenti e luoghi d'arte

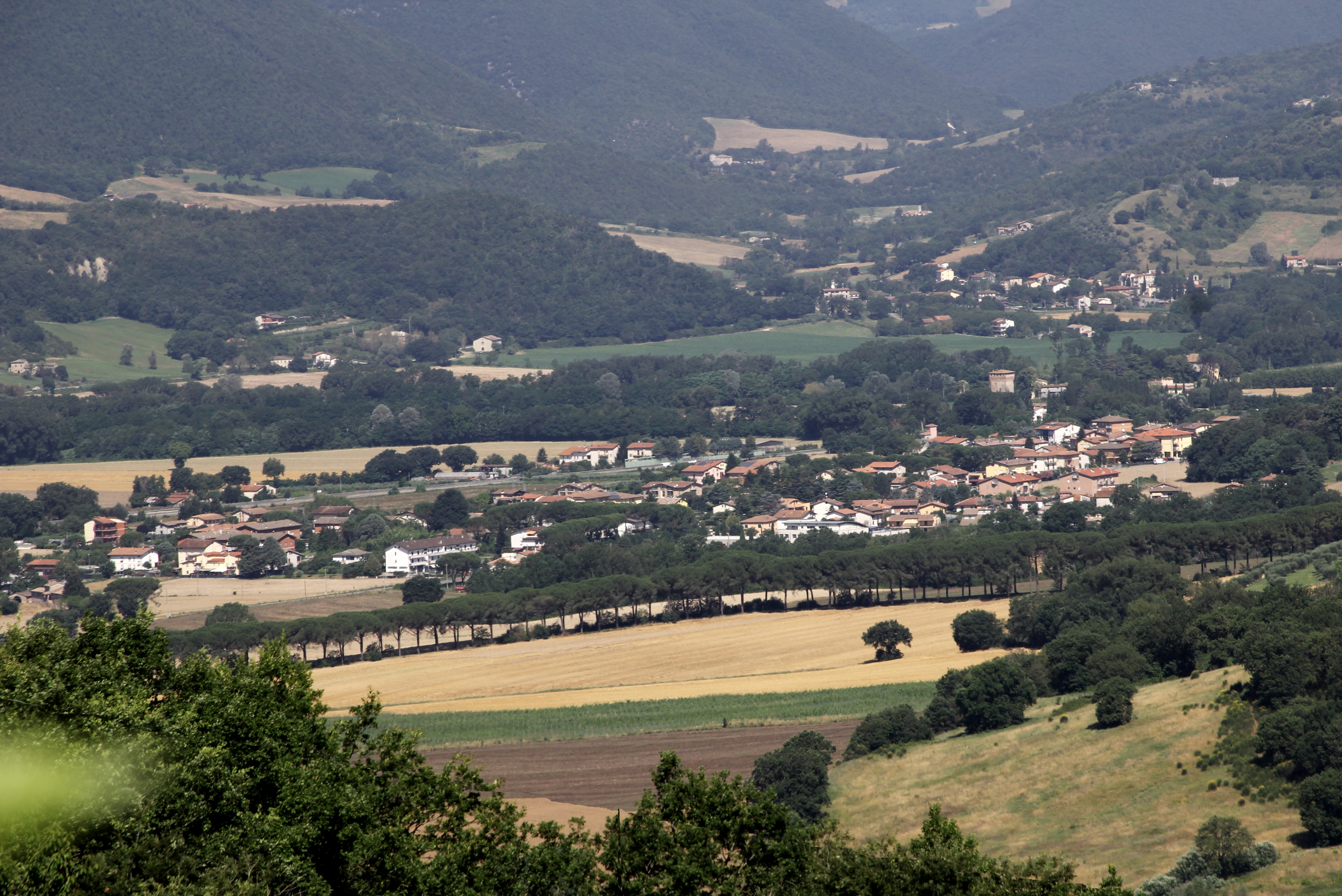
Vista di Parlesca

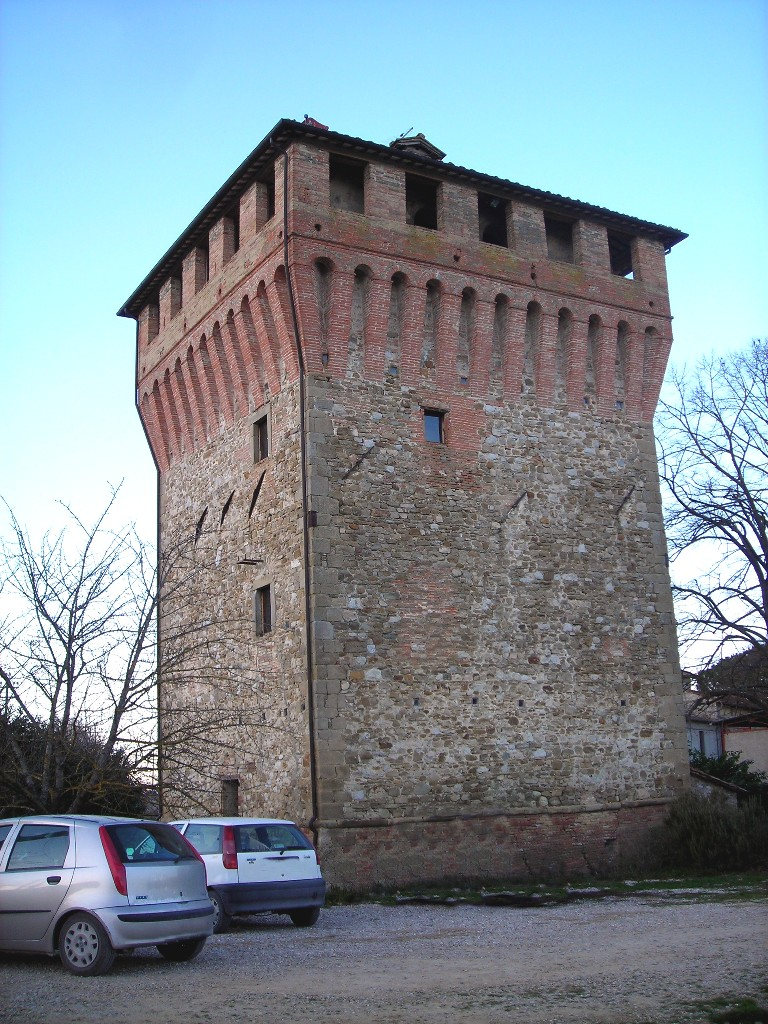
Torre Strozzi, a Parlesca

- Castello di Solfagnano, detto Villa Bennicelli (1380);
- Torre Strozzi (XIII secolo);
- Castiglione Ugolino (1189);
- Pieve San Quirico (1298);
- Chiesa di San Giovanni Battista a Coltavolino.
- Chiesa di San Francesco alle Tavernacce UNESCO

## Sport

### Impianti sportivi
- Stadio comunale "Giuseppe Coletti" (calcio).